# Klauenöl
Klauenöl, Klauenfett oder Klauenschmalz (Oleum pedum tauri, Bubulum Oil) ist ein Tierfett, das aus der Hornsubstanz der Klauen und den Fußknochen von Rindern, Pferden und Schafen gewonnen werden kann. Neben diesem kann das weniger reine Knochenöl oder Knochenfett durch Auskochen oder Lösemittelextraktion aus Knochen gewonnen werden. Klauenöl hat vor allem historisch eine Bedeutung als technisches Öl, vor allem als Uhrmacheröl.

## Herstellung und Eigenschaften
Klauenöl wird aus den Füßen von Schlachttieren bei geringer Wärmezugabe unterhalb der Siedetemperatur gewonnen. Danach wird es längere Zeit in der Kälte stehen gelassen, von dem sich abscheidenden Stearin getrennt und mit blanken Bleistreifen in verschlossenen Gefäßen in Berührung gebracht, wobei sich ein weißlicher Schleim absetzt. Das flüssig gebliebene Öl (vor allem Olein) wird abgegossen und ist dünnflüssig, verdickt sich nicht und wird nicht leicht ranzig. Es ist hellgelb und hat einen „angenehmen Geschmack“.
In der Zusammensetzung enthält das Öl ein Gemisch aus Öl-, Myristin-, Palmitin-, Stearin-, Arachin-, Tetradecen-, Hexadecen-, Linol- und Linolensäure sowie weitere ungesättigte Fettsäuren. Ebenfalls enthalten sind verschiedene Glyceride wie Palmitodiolein, Hexadecendiolein, Polyolefin, Diolein und andere.

## Nutzung
Das sehr reine Klauenöl wurde vor allem als Uhrmacheröl zum Schmieren der Feinmechanik von Uhren und anderen Maschinen benutzt. Das gewöhnliche Knochenfett diente zur Bereitung von Haaröl, zur Lederherstellung, als Schmierfett für Eisen und Stahl und zur Herstellung von Seifen. Auch die Verwendung von Knochenöl zum Ölen von Holzgriffen beim Messerbau ist bekannt. In der Pharmazie und Kosmetik wird das Rinderklauenöl als Salbengrundlage genutzt. In der Liste der Inhaltsstoffe wird es als NEATSFOOT OIL (INCI) aufgeführt. 

## Belege
1. ↑  Klauenfett. In: Johann Christoph Adelung: Grammatisch-kritisches Wörterbuch der hochdeutschen Mundart. Band 2. Leipzig 1796, S. 1610. Digitalisat bei zeno.org, abgerufen am 14. Januar 2015.
2. ↑  Klauenfett. In: Pierer's Universal-Lexikon. Band 9. Altenburg 1860, S. 556. Digitalisat bei zeno.org, abgerufen am 14. Januar 2015.
3. 1 2  Klauenfett. In: Meyers Großes Konversations-Lexikon. Band 11. Leipzig 1907, S. 97. Digitalisat bei zeno.org, abgerufen am 14. Januar 2015.
4. ↑  Horst Wilhelm Petersen: Was ist das? Sammlung volkstümlicher Namen von Stoffen und Produkten aus der Natur. Directa, 2007, S. 129.
5. 1 2  Bos taurus. In: Karl Hiller, Matthias F. Melzig (Hrsg.): Lexikon der Arzneipflanzen und Drogen. 1. Bd.: A–K, Spektrum Akademischer Verlag, Heidelberg 1999, ISBN 978-3-8274-0387-2, abgerufen am 14. Januar 2015.
6. ↑  Eintrag zu NEATSFOOT OIL in der CosIng-Datenbank der EU-Kommission, abgerufen am 13. November 2021.